# Clive Barker’s Undying
Clive Barker’s Undying, im Folgenden Undying, ist ein Computerspiel aus dem Jahr 2001. Der Ego-Shooter mit Horror-Elementen wurde von EA Los Angeles entwickelt und von Electronic Arts auf den Markt gebracht. Der Titel setzt sich aus dem Namen des bekannten britischen Horror-Schriftstellers Clive Barker, der die Hintergrundgeschichte des Spieles geschrieben hat, und dem englischen Partizip undying (deutsch: „unsterblich“) zusammen.

## Handlung
Die Geschichte spielt 1923 in Irland. Kriegsheimkehrer Patrick Galloway wird von Jeremiah, dem einzigen Nachkommen der Familie Covenant, zu deren Hauptwohnsitz berufen, einem großen Herrenhaus mitten auf einer verlassenen Insel. Jeremiahs vier Geschwister starben, sind dem Grab aber wieder entstiegen, um ihrem Bruder nach dem Leben zu trachten. Nur Jeremiah kann den Fluch vom Antlitz seiner Familie tilgen.
Galloway, Jeremiahs Freund, eilt ihm zu Hilfe, um ihm bei der Aufhebung des Fluches beizustehen. Er erfährt, dass der Fluch etwas mit einem damals abgehaltenen Ritual auf der „Insel der stehenden Steine“ zu tun haben muss. Er hat in fünf Kapiteln gefährliche Abenteuer zu bestehen, die unter anderem den Besuch fremder Welten und eine Reise in die Vergangenheit umfassen. Neben Horden höllischer Kreaturen stellen sich ihm dabei auch die vier Covenant-Geschwister und ein alter Konkurrent entgegen. Die Schauplätze sind bewusst düster gewählt: So führt die Handlung den Spieler vom Herrenhaus über Friedhöfe, Mausoleen, ein gigantisches, altes Kloster und eine märchenhafte Traumwelt voller Kannibalen (In der Originalversion „Eternal Autumn“ genannt [Englisch für Ewiger Herbst]) bis hin zu der besagten „Insel der stehenden Steine“.

## Spielprinzip
Das Spiel ist weitgehend nach dem Muster herkömmlicher Ego-Shooter aufgebaut. Der Spieler übernimmt in der Egoperspektive die Rolle der Hauptfigur Patrick Galloway, der gegen unheimliche Kreaturen kämpfen und mit dem Fortgang der Geschichte verschiedene Aufgaben erfüllen muss. Auch wenn der Aufbau des Spiels weitgehend linear ist, ist es oft möglich, zu vorher besuchten Orten zurückzukehren, etwa um Energie aufzufrischen.
Eine der Besonderheiten im Gameplay des Spiels ist die Vielfalt der Waffen und Werkzeuge, die der Hauptfigur zur Verfügung gestellt werden. So werden mit der linken Maustaste die Waffen betätigt, die von Standardmodellen wie Revolver und Gewehr bis zu Fantasiewaffen wie etwa einer magischen Sense oder brennenden Phönix-Eiern reichen. Mit der rechten Maustaste können „Flüche“ (Zauber) ausgesprochen werden, von denen einige ebenfalls Waffencharakter besitzen. Diese verbrauchen einen zweiten Energietypus, das sogenannte Mana, und reichen von Energieblitzen über Schilde bis hin zu einer Flugfunktion oder der Abwehr sämtlicher magischer Elemente. Waffen und Flüche können gleichzeitig benutzt werden, was wegen der vergleichsweise spärlich vorhandenen Munition auch oft erforderlich ist.

## Hintergrund
Undying ist als Computerspiel das erste interaktive Projekt des britischen Autors, Zeichners und Regisseurs Clive Barker. Die Ideen, die Barkers Fantasie entspringen, drehen sich oft um die Welt des Horrors.
Obwohl das Spiel von der Fachpresse überwiegend gute Kritiken erhielt, blieb der kommerzielle Erfolg aus: Das Spiel verkaufte sich weltweit nur rund 25.000 Mal. Daraufhin wurde eine angekündigte Erweiterung zum Multiplayerspiel ebenso wie die Portierung auf Konsolen nicht mehr umgesetzt. Auch Pläne für eine Fortsetzung wurden nicht mehr weiterverfolgt. Die Tatsache, dass Undying in Deutschland ausschließlich in englischer Sprache erschien, dürfte zusätzlich zu dem mäßigen Erfolg dort beigetragen haben. Portierungen für Sega Dreamcast und PlayStation 2 waren in Entwicklung, wurden jedoch nie fertiggestellt.
2007 erschien ein weiterer Ego-Shooter mit dem Titel Clive Barker’s Jericho dessen Handlung von Barker geschrieben wurde.

## Sonstiges
- Clive Barker spricht die Stimme von Ambrose, einem Zwischengegner aus dem Spiel.
- Für den Soundtrack konnte man den Komponisten Bill Brown (Command & Conquer: Generäle, Return to Castle Wolfenstein) gewinnen. Während des Spielverlaufs bleibt die Musikuntermalung zumeist mystisch und subtil, lediglich der Chor, der zu bestimmten Höhepunkten der Handlung die Worte „Dum Spiro Spero, Dum Spiro Scio“ (lat. sinngemäß „Solange ich lebe, kann ich hoffen; solange ich lebe, kann ich verstehen“) skandiert, gewinnt mit der Zeit an Dominanz.
- Im Herrenhaus der Covenants hängen zahlreiche bekannte Gemälde, die meisten davon zeigen Szenen von Gewalt und Wahnsinn. Zu den vertretenen Künstlern gehören Hieronymus Bosch, Jan Fyt oder auch Luca Giordano.
- Im Kloster findet man auf einigen Glasmalereien das Bild des Teufels aus dem Codex Gigas.
- Im Spiel sind einige Easter Eggs versteckt, wie z. B. geheime Räume oder ein riesiges Schaf.
- Für die Portierung auf macOS war Westlake Interactive zuständig. Den Vertrieb dieser Version übernahm Aspyr Media.
- Der deutsche Rapper JAW verwendete die Titelmusik des Spiels für den Track Vermächtnis (Skit) auf seinem Album Täter-Opfer-Ausgleich.